# Linda DeScenna
Linda DeScenna (Warren, 14 novembre 1949) è una scenografa statunitense.
Ha ricevuto per cinque volte la nomination ai Premi Oscar nella categoria migliore scenografia (1980, 1983, 1986, 1989 e 1993), tuttavia senza mai vincere.

## Filmografia parziale
- Star Trek (Star Trek: The Motion Picture), regia di Robert Wise (1979)
- Blade Runner, regia di Ridley Scott (1982)
- Il colore viola (The Color Purple), regia di Steven Spielberg (1985)
- I Goonies (The Goonies), regia di Richard Donner (1985)
- Rain Man - L'uomo della pioggia (Rain Man), regia di Barry Levinson (1988)
- Ritorno al futuro - Parte II (Back to the Future Part II), regia di Robert Zemeckis (1989)
- Mi gioco la moglie... a Las Vegas (Honeymoon in Vegas), regia di Andrew Bergman (1992)
- Toys - Giocattoli (Toys), regia di Barry Levinson (1992)
- Jimmy Hollywood, regia di Barry Levinson (1994)
- Mariti imperfetti (Bye Bye Love), regia di Sam Weisman (1995)
- Il padre della sposa 2 (Father of the Bride Part II), regia di Charles Shyer (1995)
- Bugiardo bugiardo (Liar Liar), regia di Tom Shadyac (1997)
- Un topolino sotto sfratto (Mouse Hunt), regia di Gore Verbinski (1997)
- Patch Adams, regia di Tom Shadyac (1998)
- Galaxy Quest, regia di Dean Parisot (1999)
- Il segno della libellula - Dragonfly (Dragonfly), regia di Tom Shadyac (2002)
- Un ciclone in casa (Bringing Down the House), regia di Adam Shankman (2003)
- Una settimana da Dio (Bruce Almighty), regia di Tom Shadyac (2003)
- Missione tata (The Pacifier), regia di Adam Shankman (2005)
- I tuoi, i miei e i nostri (Yours, Mine and Ours), regia di Raja Gosnell (2005)
- Un'impresa da Dio (Evan Almighty), regia di Tom Shadyac (2007)
- Racconti incantati (Bedtime Stories), regia di Adam Shankman (2008)